# Sam Gallagher
Samuel James 'Sam' Gallagher (Crediton, 15 september 1995) is een Engels voetballer die bij voorkeur als aanvaller speelt. Hij debuteerde in november 2013 in het betaald voetbal in het shirt van Southampton, waar hij in juli 2017 zijn contract verlengde tot medio 2021.

## Clubcarrière
Southampton haalde Gallagher in april 2012 weg uit de jeugdacademie van Plymouth Argyle. Hij maakte op 6 november 2013 zijn debuut in het eerste team daarvan in een wedstrijd om de League Cup tegen Sunderland. Hij viel daarin na 79 minuten in voor Gastón Ramírez. Gallagher scoorde op 25 januari 2014 zijn eerste profdoelpunt voor The Saints, in een wedstrijd om de FA Cup tegen Yeovil Town. Drie dagen later gaf coach Mauricio Pochettino hem een basisplaats in een wedstrijd om de League Cup tegen Arsenal.
1 Pears ·
2 Brittain ·
3 Pickering ·
4 McFadzean ·
5 Hyam ·
6 Tronstad ·
7 Sigurðsson ·
8 Cantwell ·
9 Gueye ·
10 Dolan ·
11 Rankin-Costello ·
12 Tóth ·
13 Hilton ·
14 Weimann ·
15 Batth ·
16 Wharton ·
17 Carter ·
19 Hedges ·
20 Leonard ·
21 Buckley ·
23 Ohashi ·
24 Beck ·
27 Travis  ·
33 Cozier-Duberry ·
34 Barrett ·
42 Baker ·
Coach: Eustace
· Assistent-coach: Lowe
· Assistent-coach: Gardiner
· Assistent-coach: Downing